# Cornelia de Marcus Tullius
Cornelia de Marcus Tullius va ser una llei romana que establia el retorn de Ciceró de l'exili. Va ser proposada pels cònsols Publi Corneli Lèntul i Quint Cecili Metel Nepot i va ser aprovada el 4 d'agost del 717 de la fundació de Roma (57 aC), amb el vot unànime de tot el senat excepte el d'Api Claudi Pulcre, germà de Publi Clodi Pulcre, que havia propiciat la llei Clodia de Marcus Tullius per la que es desterrava Ciceró, i el vot en contra també dels tribuns de la plebs Atili Serrà i Numeri Quinti, i amb el vot a favor dels comicis centuriats.